# 猛龍獸屬
猛龍獸屬（學名：Rabidosaurus）是獸孔目二齒獸下目肯氏獸科的一屬，生存於三疊紀的俄羅斯。
如同其他肯氏獸科，猛龍獸是種草食性動物。猛龍獸的頭顱骨長度為50公分，完整身長估計約為2公尺